# Piriqueta duarteana
Piriqueta duarteana är en passionsblomsväxtart som först beskrevs av A. St.-hil., Juss. och Camb., och fick sitt nu gällande namn av Ignatz Urban. Piriqueta duarteana ingår i släktet Piriqueta och familjen passionsblomsväxter. Utöver nominatformen finns också underarten P. d. ulei.